# Grand Island
Grand Island é uma cidade localizada no estado americano do Nebraska, no condado de Hall, do qual é sede.

## Geografia
De acordo com o United States Census Bureau, a cidade tem uma área de 77,4 km², dos quais 76,9 km² estão cobertos por terra e 0,5 km² por água.

### Localidades na vizinhança
O diagrama seguinte representa as localidades num raio de 24 km ao redor de Grand Island.

## Demografia
Segundo o censo nacional de 2010, a sua população é de 48 520 habitantes e sua densidade populacional é de 626,8 hab/km². É a quarta cidade mais populosa do Nebraska. Possui 19 426 residências que resulta em uma densidade de 264 residências/km².

## Marcos históricos
O Registro Nacional de Lugares Históricos lista 25 marcos históricos em Grand Island. O primeiro marco foi designado em 16 de março de 1972 e o mais recente em 1 de março de 2021, a Soldiers and Sailors Home.